# Julia Grosso
Pour les articles homonymes, voir Grosso (homonymie).

Julia Grosso, née le 29 août 2000 à Vancouver, est une footballeuse internationale canadienne évoluant au poste du milieu de terrain.

## Biographie
Julia est née d'un père portugais et d'une mère italienne. Sa sœur Carli est aussi footballeuse.
En 2021, en finale des Jeux olympiques de Tokyo, elle marque le tir au but victorieux du Canada pour la médaille d'or contre la Suède.
Elle est nommée meilleure milieu de terrain du Championnat d'Italie féminin de football 2022-2023 .

## Palmarès

### Juventus Football Club (féminines)
- Championnat d'Italie féminin de football : (1) 2022.
- Coupe d'Italie féminine de football : (1) 2022, 2023.
- Supercoupe d'Italie féminine de football : (1) 2022.

### En équipe nationale
Équipe du Canada :
- Médaille d'or aux Jeux olympiques de Tokyo 2020.